# Fyra fräcka fripassagerare
Fyra fräcka fripassagerare (engelska: Monkey Business) är en amerikansk film från 1931 med Bröderna Marx, regisserad av Norman Z. McLeod.

## Bakgrund
Filmen är den tredje filmen med Bröderna Marx. Denna film är deras andra långfilm med filmbolaget Paramount Pictures. Fyra fräcka fripassagerare var den första Bröderna Marx-filmen som skrevs direkt för film. Filmens kvinnliga huvudroll spelas för ovanlighetens skull inte av Margaret Dumont, utan av Thelma Todd. Filmen hade amerikansk premiär den 19 september 1931 och i hemstaden New York den 7 oktober 1931.

## Handling
Filmen handlar om hur fyra fripassagerare korsar Atlanten på en lyxkryssare. Bröderna  Groucho, Chico, Harpo och Zeppo spelar sig själva utan rollnamn. Under resan upptäcks de och jagas av kapten Corcoran (Ben Taggart) och hans besättning. Under jakten gömmer sig Groucho bland annat i gangstern Alky Briggs (Harry Woods) och dennes fru Lucille (Thelma Todd) hytt.
Efter att även Zeppo dyker upp i hytten lejer Corcoran de båda till sina livvakter. Samtidigt ertappas både Chico och Harpo mitt i ett schackspel av den rivaliserande gangstern Joe Helton (Rockcliffe Fellowes) och dennes dotter Mary (Ruth Hall) i deras hytt och de blir hans livvakter. Rockcliffe tänker överta Briggs territorium och förväxlingarna kan börja.
Filmen har flera klassiska scener, bland annat landstigningsscenen där de fyra bröderna i tur och ordning utger sig för att vara Maurice Chevalier vilket de försöker bevisa genom att sjunga hans låt "You've Brought a New Kind of Love to Me" och Harpos flykt undan besättningen där han hamnar i en barnmatiné och låtsas vara en marionett. I slutet på filmen utspelas den stora uppgörelsen i en lada innan det lyckliga slutet.

## Kuriosa
Vid landstigningen syns Bröderna Marx far Sam "Frenchie" Marx på piren sittande på bagage.